# Son (głośność dźwięku)
Son (łac. sonus „dźwięk”) – jednostka głośności dźwięku. 1 son odpowiada głośności tonu o częstotliwości 1000 Hz i natężeniu 40 dB powyżej progu słyszalności. Odpowiada to tonowi o natężeniu 40 fonów, ale tylko przy częstotliwości 1000 Hz. Dla innych częstotliwości wynik musi być przeskalowany zgodnie z krzywą izofoniczną słuchu ludzkiego.
| son | 1  | 2  | 4  | 8  | 16 | 32 | 64  | 128 | 256 | 512 | 1024 | 2048 |
| fon | 40 | 50 | 60 | 70 | 80 | 90 | 100 | 110 | 120 | 130 | 140  | 150  |
Zależność głośności w sonach od poziomu głośności w fonach jest w przybliżeniu liniowa. Głośność dźwięku złożonego z kilku dźwięków prostych o danych poziomach ciśnienia akustycznego wyznacza się według algorytmu:
 poziom ciśnienia akustycznego [dB] → poziom głośności [fon] → głośność [son] → sumowanie sonów .
Najmniejsza zmiana poziomu ciśnienia akustycznego powodująca zmianę wrażenia głośności wynosi ok. 0,2 dB dla tonu 1000 Hz.